# Corytophanes percarinatus
Espèce
Statut de conservation UICN

 LC  : Préoccupation mineure
Corytophanes percarinatus est une espèce de sauriens de la famille des Corytophanidae.

## Répartition
Cette espèce se rencontre au Honduras, au Salvador, au Guatemala et au Mexique au Chiapas.

## Publication originale
- Duméril, 1856 : Description des reptiles nouveaux ou imparfaitement connus de la collection du Muséum d'Histoire Naturelle, et remarques sur la classification et les charactéres des reptiles. Archives du Muséum d'Histoire Naturelle, Paris, vol. 8, p. 438-588 (texte intégral).